# Гілл-Енд (Новий Південний Уельс)
Гілл-Енд — місто, яке в минулому славилось видобутком золота в Новому Південному Уельсі, Австралія. Місто розташоване в районі Бетхерсту.

## Історія
Сучасний Гілл-Енд був частиною регіону Тамбарура. У 1850-х рр. місцина, де зараз розташоване місто,була відома як Лисий Пагорб. У 1860 р. сформувалось поселення Форбс, а у 1862 році його було перетворено на Гілл-Енд.  На початку 1870-х рр. Гілл-Енд став головним містом в регіоні. 

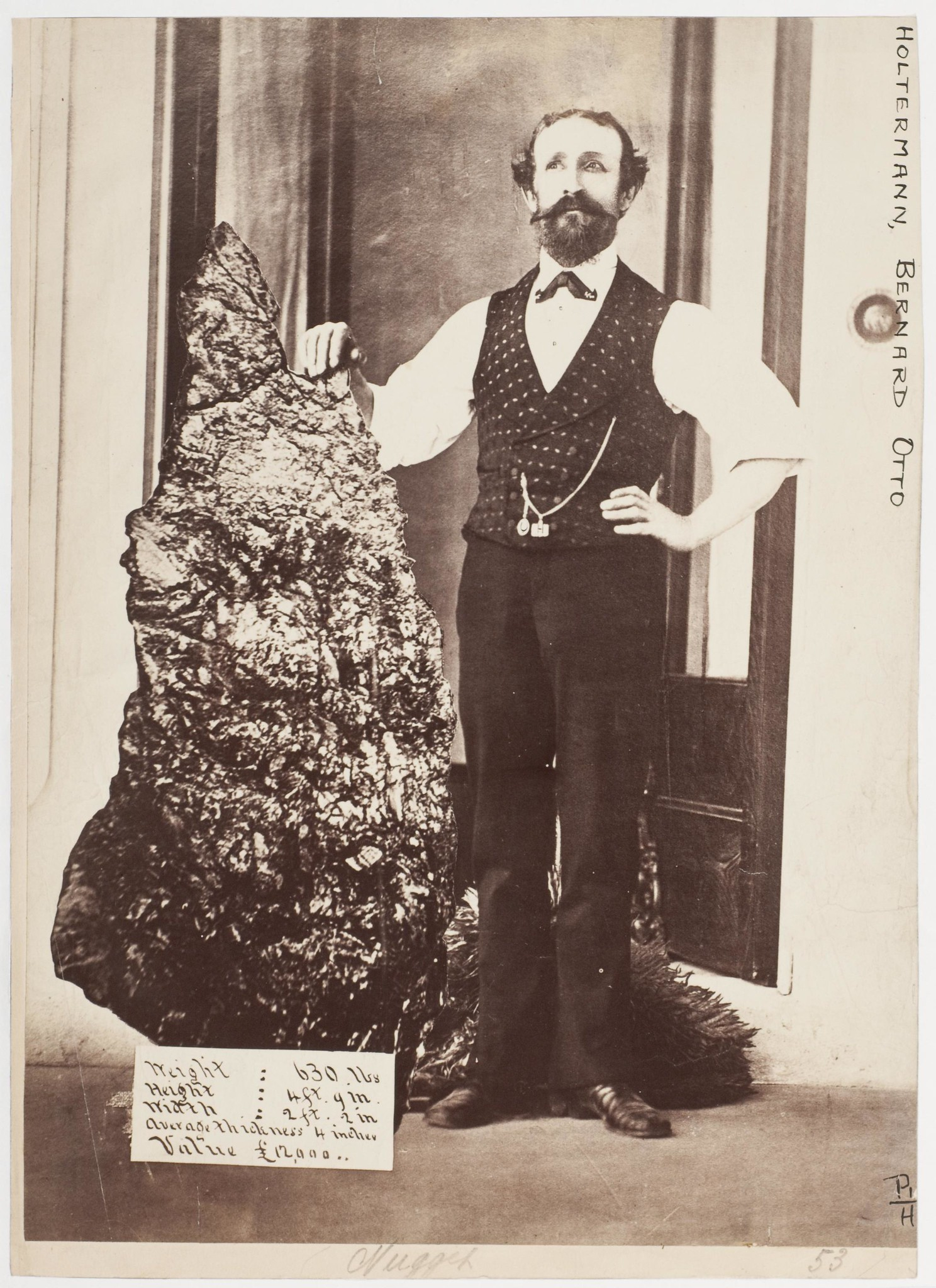
Бернгардт Голтерман з 630-футовою брилою, яка на 75% складається із золота, виявленою в 1872 році в Гілл-Енді

### Золота лихоманка
Гілл-Енд зобов'язаний своїм існуванням золотій лихоманці Нового Південного Уельсу 1850-х років, на своєму піку, на початку 1870-х років, населення містечка складало 8000 осіб, друкувало 2 газети, мало 5 банків, 8 церков та 28 пабів.     
Занепад міста припав на час, коли усе золото видобули: до 1945 року населення вже становило усього 700 осіб, у 2006 році — 166 осіб, у 2017 році — 80 осіб. Фотограф Генрі Б'юфой Мерлін зафіксував щоденне життя міста на піку його розквіту; його фотографії можна знайти в міському музеї / інформаційному центрі відвідувачів. Негативи зберігаються в Державній бібліотеці Нового Південного Уельсу. 

### Розвиток
У жовтні 1862 року телеграфна лінія дісталася до Гілл-Енд (Тамбарура) від Батхерста через Софалу. Телеграфні повідомлення дозволили місту миттєво контактувати з рештою Колонії. 
Через брак матеріалів телефонна лінія в Гілл-Енд була прокладена лише у 1914 році. Дзвінки могли здійснюватись лише у поштовому відділені.  
У 1923 році в поштовому відділенні міста була встановлена телефонна станція, це дало змогу встановити телефонні апарати на підприємствах та у приватних будинках.

### Колонія художників Гілл-Енда
Наприкінці 40-х років до Гілл-Енда прибув художник Рассел Драйсдейл, який написав тут, можливо, свою найвідомішу роботу "Крикетники", та Дональд Френд. Місто швидко стало колонією художників, серед яких і Жан Беллетт.

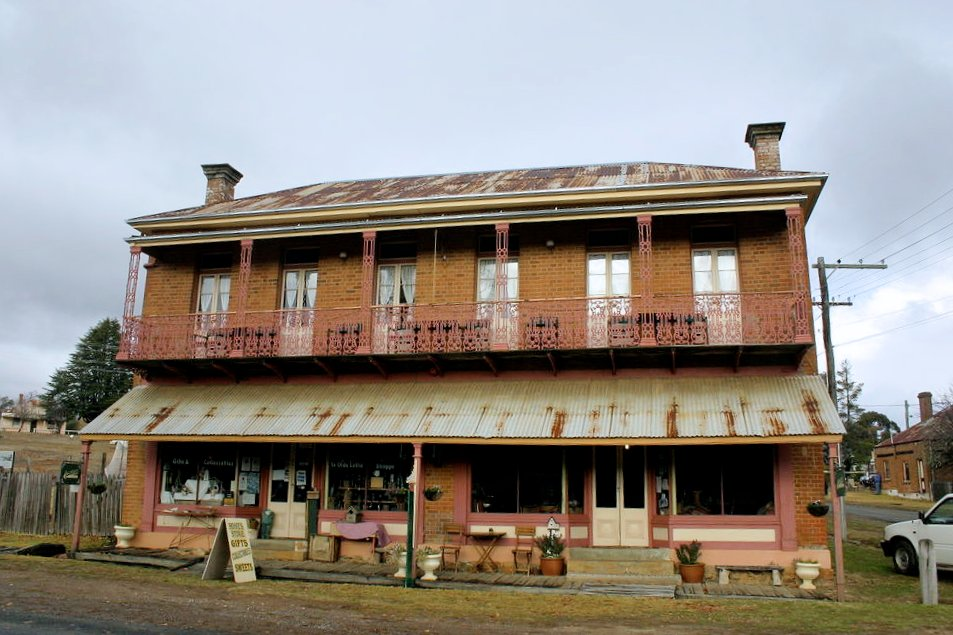
Hill End B&B (готель) у Гілл-Енді

## Список культурної спадщини
- Історичний Гілл-Енд
- Золота Арка
- Кварцевий комплекс

## Сьогодення Гілл-Енда
Гілл-Енд класифікується Службою національних парків і дикої природи (NPWS) як історична місцина, проте Гілл-Енд лишається домом для кількох жителів, що працюють в місцевому пабі, продуктовому магазині, магазині солодощів та антикварному магазині. Служба створила музей недалеко від головної дороги, який містить безліч оригінальних фотографій та обладнання часів золотої лихоманки.  
Також Служба встановила знаки по всьому місту, щоб туристи могли уявити, що колись було на місці тепер порожніх земель. Наразі лише кілька будівель залишились у первісному вигляді. Пішохідна доріжка в місті веде до копалень золота.    

## Галерея

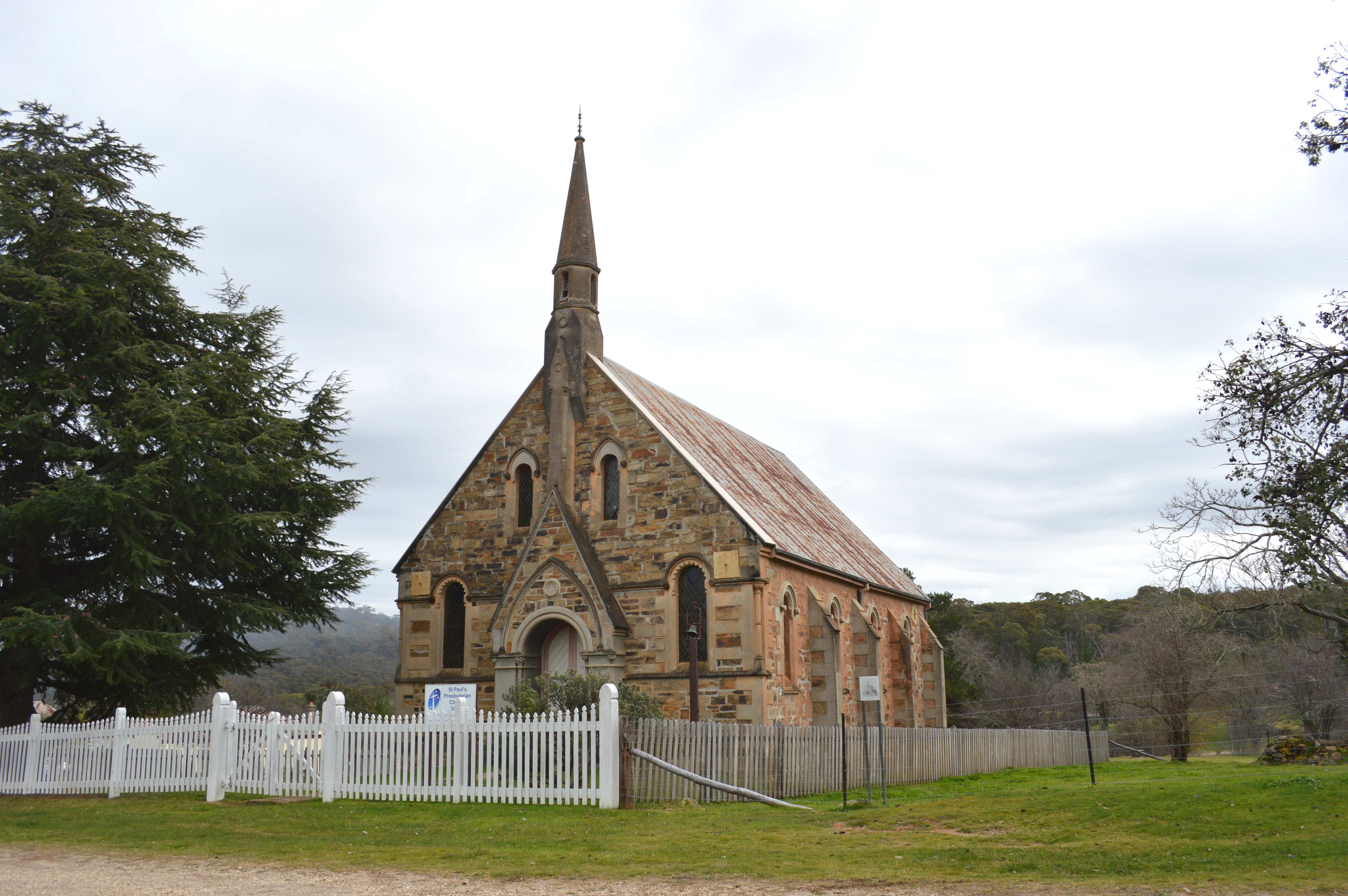
Церква Гілл-Енда
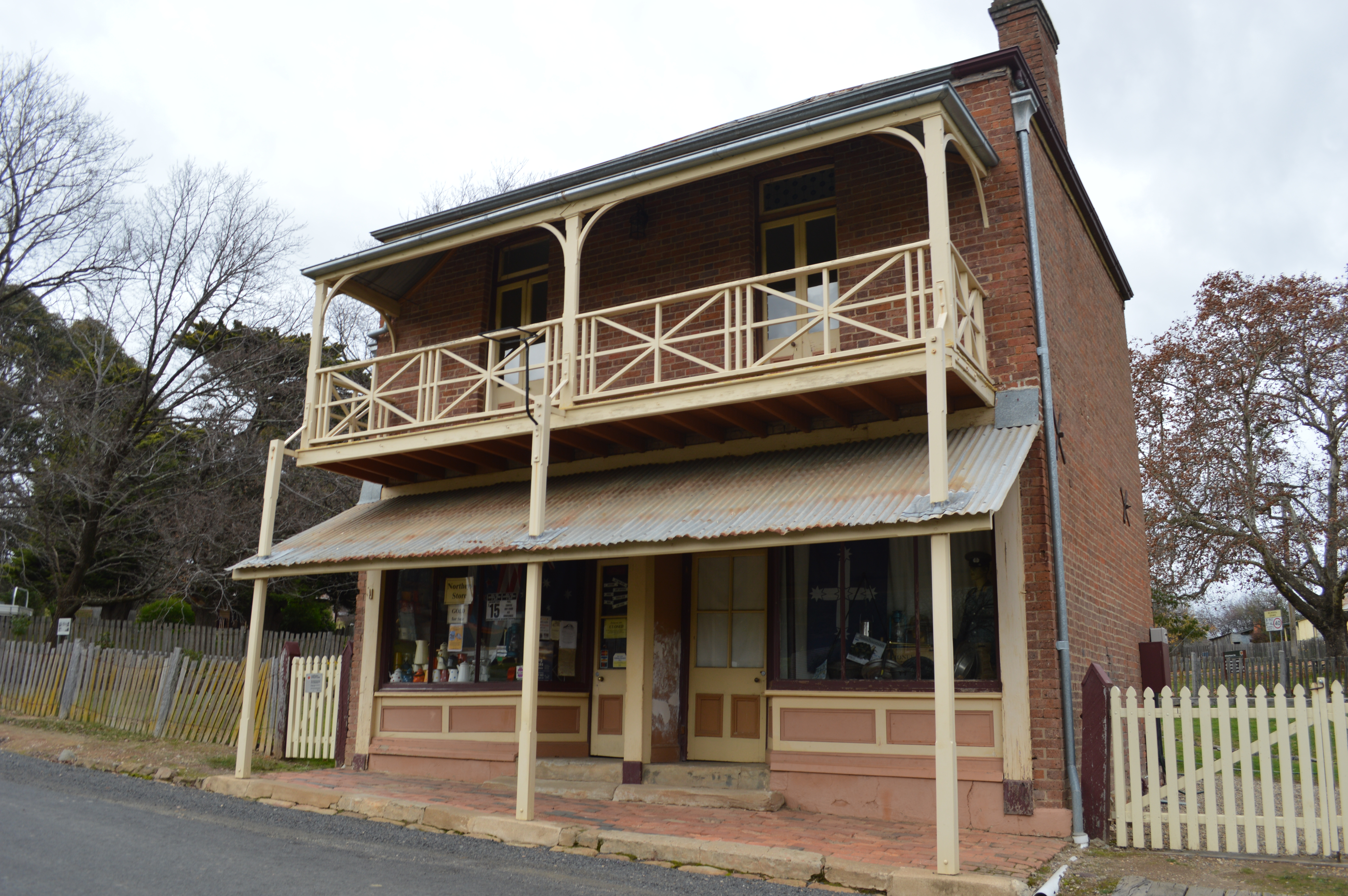
Типовий будинок
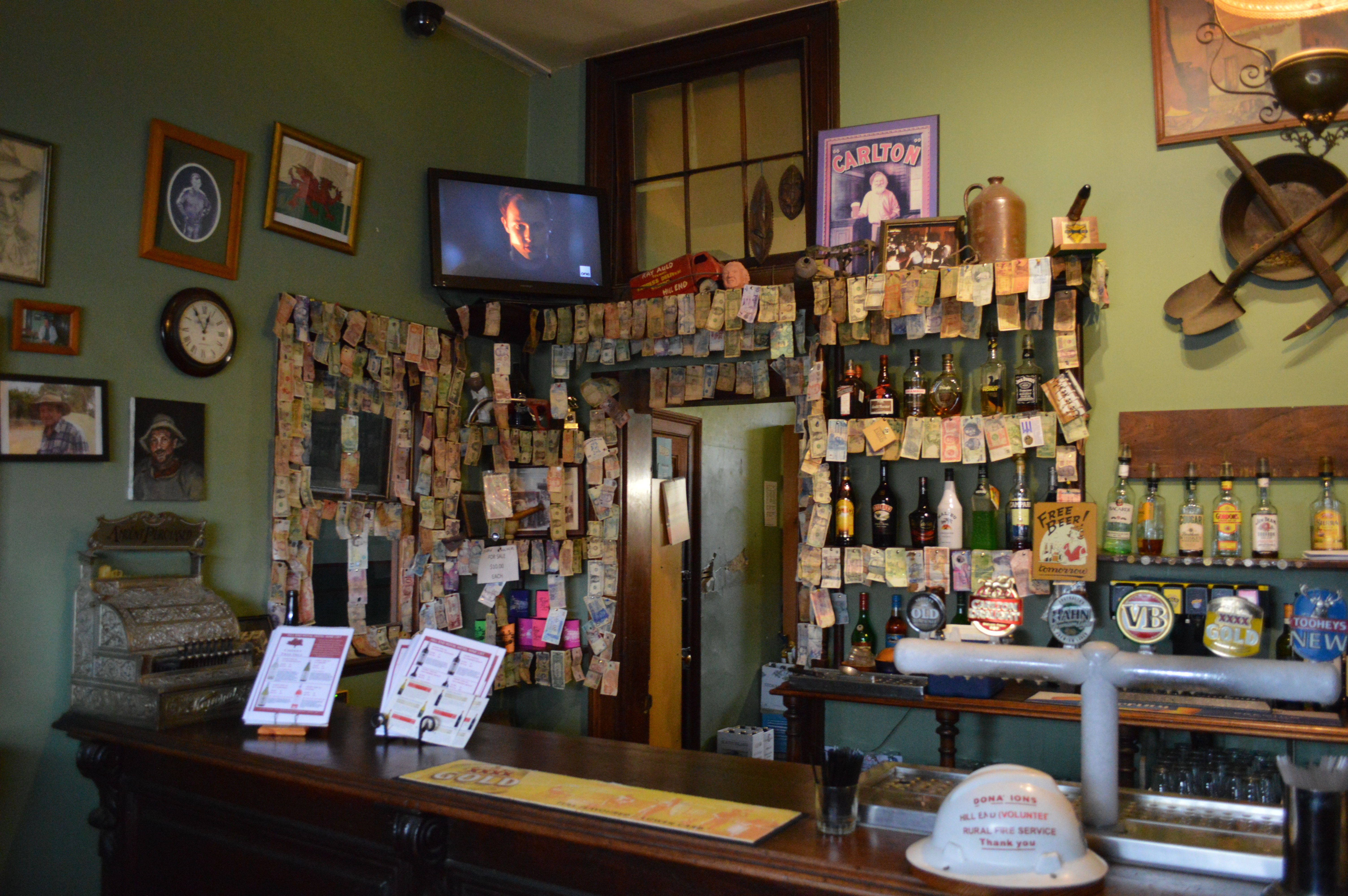
Інтер'єр готелю Hill End Royal Hotel
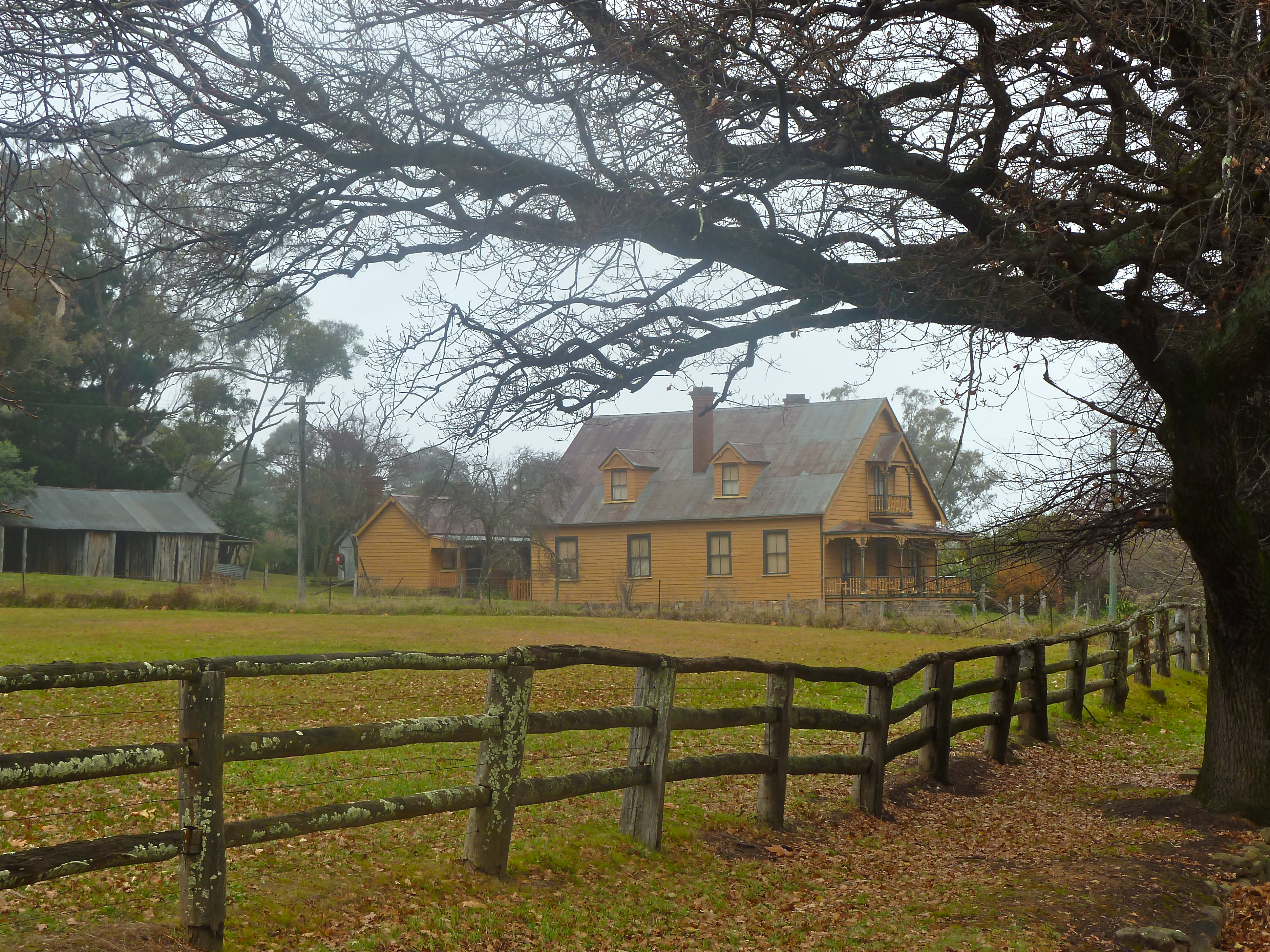
Дорога до Гілл-Енда
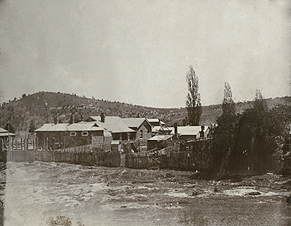
Історичне фото Гілл-Енда
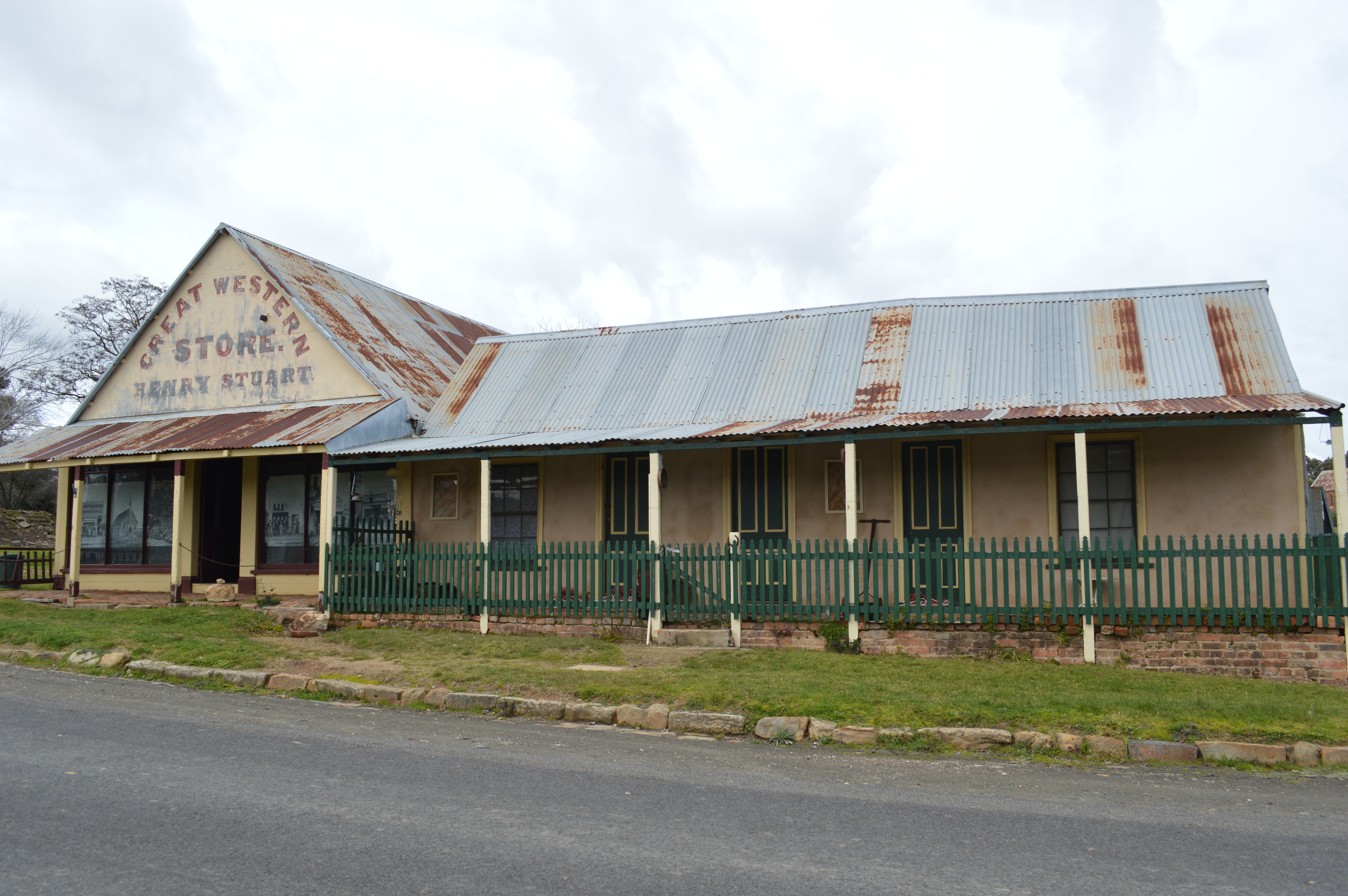
Місцевий магазин